# Лукьянова, Кира Александровна
Лукьянова Кира Александровна (23 ноября 1962, Саратов, СССР) — российский предприниматель, депутат Государственной Думы пятого созыва (2007—2011).

## Биография
Родилась 23 ноября 1962 года в Саратове в семье инженеров-строителей. В 1985 году окончила факультет журналистики МГУ. В 1985 году — корреспондент газет «Воздушный транспорт» и «Московский Комсомолец». С 1986 по 1989 год — инженер отдела научно-технической информации пропаганды и выставок ЦБНТИ Минводхоза СССР.
С 1992 по 1997 год — вице-президент инвесткомпании «Бинитек». С 1999 года работала помощником депутата Госдумы III созыва от партии «Родина» Александра Чуева.
В 2005 году вступила в партию «Родина», в декабре того же года избиралась в депутаты Московской городской Думы по 4-му одномандатному избирательному округу и по списку партии.
В декабре 2007 года избрана депутатом Государственной думы от партии «Справедливая Россия» (региональная группа № 68, Саратовская область), вошла в комитет по экономической политике и предпринимательству. В 2011 году вышла из партии, объяснив уход расхождением во взглядах с руководством.
Замужем за Андреем Шмаковым, имеет двух дочерей.

## Гленик-М
Лукьянова с супругом Андреем Шмаковым являлась соучредителем инвестиционно-финансовой фирмы «Гленик-М», получившей известность во время финансово-экономического кризиса 2008—2010 годов как самая капитализированная инвестиционная компания и вошедшая в топ-20 ведущих операторов в режиме основных торгов акциями на ММВБ в 2009 году. В марте 2010 года ФСФР ввела запрет на все операции брокерского дома «Гленик», а в мае аннулировала все лицензии, указав на множественные нарушения законодательства, прежде всего, раздувание капитала посредством учёта как собственных средств дебиторской задолженности, возникавшей при передаче своих ценных бумаг другим лицам.
Впоследствии компании были доначислены налоги на сумму 43,2 млрд руб. и возбуждено уголовное дело в связи с признаками предоставления услуг по выводу денежных средств посредством создания офшорных фирм-однодневок с многократно завышенной стоимостью акций.